# David Fernàndez
Pour les articles homonymes, voir David Fernández et Fernández.
Fernàndez  Ramos est un nom espagnol. Le premier nom de famille, en général paternel, est Fernàndez ; le second, en général maternel, souvent omis, est Ramos.
David Fernàndez i Ramos, né le 24 septembre 1974 à Barcelone, est un journaliste et activiste social espagnol. Il est député au Parlement de Catalogne lors de Xe législature pour la Candidature d'unité populaire (CUP) et est président du groupe. Il exerce son mandat comme indépendant et le 27 juillet 2015 devient simple militant de la CUP.

### Sources
- (ca) Cet article est partiellement ou en totalité issu de l’article de Wikipédia en catalan intitulé « David Fernàndez i Ramos » (voir la liste des auteurs).